# Alena Dylko
Yelena Nikolayevna Dylko (nascida em 14 de setembro de 1988) é uma ciclista olímpica bielorrussa. Representou sua nação nos Jogos Olímpicos de Verão de 2012, na prova de perseguição por equipes (3.000 m).